# Statut grada Splita
Statut grada Splita (lat. Statutum civitatis Spalati), srednjovjekovni kodificirani sustav javnog i privatnog prava po kojem je organiziran život u Splitu. Tu zbirku pravnih odredbi sastavio je gradski potestat Perceval Ivanov iz Ferma 1312. godine, po nalogu splitskog Velikog vijeća (Consilium generale).
Prvi gradski statut pod naslovom Capitularium dao je sastaviti 1240. godine splitski potestat Gargan de Arscindis iz Ankone koji je popisao dobre gradske običaje (consuetudo) i pridodao im druge pravne norme.
Premda su neke njegove odredbe ograničene nakon uspostave mletačke vlasti 1420. godine, Statut je ostao u primjeni sve do pada Mletačke Republike 1797. godine.

## Sadržaj
Statutarna građa podijeljena je na "Stari statut" (Statutum vetus) iz 1312., "Novi statut" (Statutum novum) koji sadržava nadopune iz 1333. godine i "Reformacije" (Reformationes) koje je Veliko vijeće usvojilo do 1385. godine.
Stari je statut raščlanjen na knjige s nejednakim brojem poglavlja (capitula). Novi statut i Reformacije ne dijele se na knjige, već izravno na kapitule.
Prva knjiga sadrži odredbe o položaju Crkve u komuni; druga normira strukturu i djelatnost komunalnih službi; treća donosi propise građanskog prava i postupka; četvrta je zaokupljena kaznenim pravom i postupkom; peta sadrži odredbe o javnim službama i urbanističkom redu; šesta ostale odredbe koje ne ulaze u ranije kategorizirane.